# Woo Sang-hyeok
Woo Sang-hyeok (kor. 우상혁, ur. 23 kwietnia 1996 w Daejeon) – południowokoreański lekkoatleta specjalizujący się w skoku wzwyż.
W 2013 został mistrzem świata juniorów młodszych, a rok później stanął na najniższym stopniu podium juniorskich mistrzostw świata w Eugene. Złoty medalista mistrzostw Azji w Bhubaneswar (2017) i Bangkoku (2023), złoty medalista halowych mistrzostw świata w Belgradzie (2022). Srebrny medalista mistrzostw świata w Eugene (2022) i brązowy dwa lata później na halowych mistrzostwach świata.
Rekordy życiowe: stadion – 2,35 (1 sierpnia 2021, Tokio, 19 lipca 2022 oraz 16 września 2023, Eugene); hala – 2,36 (5 lutego 2022, Hustopeče). Oba rezultaty są aktualnymi rekordami Korei Południowej.

## Osiągnięcia
| Rok  | Impreza                               | Miejsce        | Pozycja           | Wynik |
| ---- | ------------------------------------- | -------------- | ----------------- | ----- |
| 2013 | Mistrzostwa świata juniorów młodszych | Donieck        | 1. miejsce        | 2,20  |
| 2014 | Mistrzostwa świata juniorów           | Eugene         | 3. miejsce        | 2,24  |
| 2014 | Igrzyska azjatyckie                   | Inczon         | 10. miejsce       | 2,20  |
| 2015 | Mistrzostwa Azji                      | Wuhan          | 10. miejsce       | 2,10  |
| 2015 | Uniwersjada                           | Gwangju        | 5. miejsce        | 2,24  |
| 2016 | Halowe mistrzostwa Azji               | Doha           | 12. miejsce       | 2,10  |
| 2016 | Igrzyska olimpijskie                  | Rio de Janeiro | el. – 22. miejsce | 2,26  |
| 2017 | Mistrzostwa Azji                      | Bhubaneswar    | 1. miejsce        | 2,30  |
| 2017 | Mistrzostwa świata                    | Londyn         | el. – 25. miejsce | 2,22  |
| 2017 | Uniwersjada                           | Tajpej         | 8. miejsce        | 2,20  |
| 2018 | Igrzyska azjatyckie                   | Dżakarta       | 2. miejsce        | 2,28  |
| 2019 | Mistrzostwa Azji                      | Doha           | 7. miejsce        | 2,19  |
| 2021 | Igrzyska olimpijskie                  | Tokio          | 4. miejsce        | 2,35  |
| 2022 | Halowe mistrzostwa świata             | Belgrad        | 1. miejsce        | 2,34  |
| 2022 | Mistrzostwa świata                    | Eugene         | 2. miejsce        | 2,35  |
| 2023 | Halowe mistrzostwa Azji               | Astana         | 2. miejsce        | 2,24  |
| 2023 | Mistrzostwa Azji                      | Bangkok        | 1. miejsce        | 2,28  |
| 2023 | Mistrzostwa świata                    | Budapeszt      | 6. miejsce        | 2,29  |
| 2023 | Igrzyska azjatyckie                   | Hangzhou       | 2. miejsce        | 2,33  |
| 2024 | Halowe mistrzostwa świata             | Glasgow        | 3. miejsce        | 2,28  |
| 2024 | Igrzyska olimpijskie                  | Paryż          | 7. miejsce        | 2,27  |
| 2025 | Halowe mistrzostwa świata             | Nankin         | 1. miejsce        | 2,31  |
| 2025 | Mistrzostwa Azji                      | Gumi           | 1. miejsce        | 2,29  |